# Dun-sur-Grandry
Dun-sur-Grandry là một xã của tỉnh Nièvre, thuộc vùng Bourgogne-Franche-Comté, miền trung nước Pháp.